# If You Go
«If You Go» (en español: «Si Tu Vas») es un sencillo promocional de la cantante británica Sophie Ellis-Bextor, perteneciente al álbum de estudio Trip The Light Fantastic.

## El sencillo
El sencillo salió a finales del 2007 en todo el mundo, y ya han sido enviados a las estaciones de radio canciones como Promo-Samplers del sencillo, incluyendo el Radio Edit y un remix del tema.

## Canciones
CD 1
1. «If You Go» [Radio Edit]
2. «If You Go» [12" Mix]

- Datos: Q5908912